# 王錫 (崇禎進士)
王錫（？—1644年），字子美，號古田，江西新建縣人，明朝政治人物，崇禎庚辰進士。官至四川巴縣知縣。張獻忠陷城，王錫不屈而死。

## 生平
崇禎十二年（1639年）己卯科舉人，崇禎十三年（1640年）聯捷庚辰科進士，授四川重慶府巴縣知縣。曾隨巡撫陳士奇殲滅土寇彭長庚部，又斬搖、黃賊首馬超。
崇禎十七年（1644年）六月，张献忠攻重庆，兵卒身蒙巨板挖城。王錫令灌以熱油，殺死多人。城破，王錫被執，大罵不已。被鑿去牙齒，仍罵不絕口。敵人捶其膝，仍仡立不跪。於是被抬至教場折磨致死，屍骨無存。巡撫陳士奇、副使陳纁、知府王行儉等同死。清朝追諡忠烈